# Kladirostratus acutus
Kladirostratus acutus är en ormart som beskrevs av Günther 1888. Kladirostratus acutus ingår i släktet Kladirostratus och familjen snokar.
Arten förekommer i Afrika från Elfenbenskusten till Tanzania och söderut till Angola och Zambia. Honor lägger ägg. Arten lever låglandet och i bergstrakter mellan 200 och 1800 meter över havet. Den vistas i fuktiga savanner, andra gräsmarker och buskskogar som ofta översvämmas. Exemplaren gömmer sig längre tider i jordhålor och de är dagaktiva. De har groddjur, gnagare och kanske andra kräldjur som föda. Honor bevakar äggen.
För beståndet är inga hot kända. Hela populationen anses vara stabil. IUCN listar arten som livskraftig (LC).

## Underarter
Arten delas in i följande underarter:
- K. a. acutus
- K. a. jappi
- K. a. togoensis